# Рублена
Рублена — річка в Україні у Краснопільській селищній громаді Сумського району Сумської області. Ліва притока річки Сироватки (басейн Дніпра).

## Опис
Довжина річки приблизно 7,82 км, найкоротша відстань між витоком і гирлом — 6,54 км, коефіцієнт звивистості річки — 1,20. Формується декількома струмками та загатами. На деяких ділянках річка пересихає.

## Розташування
Бере початок у селі Думівка. Тече переважно на північний захід через урочище Войків і у селі Глибне впадає в річку Сироватку, ліву притоку річки Псла.

## Притоки
- Яр Глина - ліва притока. Бере початок на південному заході від села Думівка, тече переважно територією Вехньосироватської сільської громади спочатку на північний захід, потім на північ, потім на північний схід. Впадає у Рублену неподалік її гирла у Краснопільській громаді південніше села Глибине.
  - Яр Новинів - ліва притока яру Глина у його верхів'ї.
  - Яр Глибинький - ліва притока яру Глина, починається біля села Великий Бобрик.

## Цікаві факти
- Витоки річки знаходяться у ландшафтному заказнику місцевого значення Образ.
- У селі Глибне річки перетинає автошлях Р45[3] (автомобільний шлях регіонального значення на території України. Проходить територією Сумської та Харківської областей через Суми — Краснопілля — Богодухів. Загальна довжина — 105,1 км.).
- У XX столітті на річці існувала газова свердловина[2].